# Sophienholm
 For alternative betydninger, se Sophienholm (flertydig). (Se også artikler, som begynder med Sophienholm)
Sophienholm er et landsted ved Bagsværd Sø, som blev bygget i 1768-69. I dag huser bygningen en kunsthal der viser skiftende udstillinger med samtidskunst og ældre kunst og laver live events som krydsfelt og workshops.
Ejendommen er opkaldt efter Sophie Holmskjold, gift med bygherren generalpostamtdirektør Theodor Holmskjold. I 1790 overtaget af agent og storkøbmand Constantin Brun (1746-1836), der 1800-1805 fik ombygget bygningen i streng fransk klassicistisk stil af Joseph-Jacques Ramée. Sophienholm er et af arkitektens hovedværker. Ramée omlagde også parken i engelsk landskabsstil, og der opførtes et norsk hus, en kinesisk pavillon og en portnerbolig. 
Constantin Brun og hans hustru, digterinden Friederike Brun, samlede om sommeren forfattere på Sophienholm. Det har sat spor i digtningen: Oehlenschlägers digt "Til Frøken Ida Brun" ("Sophienholm! hvi mørkner du din Himmel?") 
Landstedet blev i 1882 overtaget af bladudgiver Carl Aller.
Sophienholm blev i 1963 overtaget af Lyngby-Taarbæk Kommune og er i dag en kunsthal.

## Ejere af Sophienholm
- (1767-1790) Johan Theodor Holm de Holmskiold
- (1790-1820) Constantin Brun
- (1820-1835) Friederike Brun født Münter
- (1835-1836) Adelaide Caroline Johanne Brun
- (1836-1842) Ph. Jul. Knudsen
- (1842-1853) greve Siegfred Raben
- (1853-1863) Claus Moltzen
- (1863-1882) Rogert Fønss
- (1882-1926) Carl Aller
- (1926-1943) Axel Aller / Valdemar Aller / Rigmor Aller gift Rand / Ragna Aller
- (1943-1953) Valdemar Aller / Rigmor Aller gift Rand / Ragna Aller
- (1953-1963) Rigmor Aller gift Rand / Ragna Aller
- (1963-) Lyngby-Taarbæk Kommune

Sophienholm er fredet.